# Einar Olsen
Peter Einar Olsen, född 11 mars 1893, död 3 juni 1949, var en dansk gymnast.
Olsen tävlade för Danmark vid olympiska sommarspelen 1912 i Stockholm, där han var med och tog silver i lagtävlingen i svenskt system. 